# Llista de batles de Campos
Llista de batles del municipi de Campos (Mallorca). Segle XIII, XIV, XV, XVI, XX i XXI.

## Segle XIII
Compartit amb Felanitx, Santanyí i Porreres
| Batle        | Inici del mandat | Fi del mandat | Rei                       |
| ------------ | ---------------- | ------------- | ------------------------- |
| Guillem Pi   | 1247             | 1259          | Jaume I (1229-1276)       |
| Joan Ripoll  | 1259             | 1263          | Jaume I (1229-1276)       |
| Pere Calderó | 1263             | 1272          | Jaume I (1229-1276)       |
| Pere Jaume   | 1272             | 1286          | Jaume I (1229-1276)       |
| Pere Jaume   | 1272             | 1286          | Jaume II (1276-1285)      |
| Pere Jaume   | 1272             | 1286          | Alfons I (1285-1291)      |
| Ramon Suau   | 1286             | 1297          |                           |
| Ramon Suau   | 1286             | 1297          | Jaume el Just (1291-1295) |
| Ramon Suau   | 1286             | 1297          | Jaume II (1295-1311)      |

Compartit amb Felanitx
| Batle        | Inici del mandat | Rei                  |
| ------------ | ---------------- | -------------------- |
| Vidal Catany | 1297             | Jaume II (1295-1311) |

## Segle XIV
Independència de Campos
| Batle                                               | Any(s) de mandat    | Rei                   |
| --------------------------------------------------- | ------------------- | --------------------- |
| Pere Carbó (1r mandat)                              | 1311                | Sanç I (1311-1324)    |
| Bartomeu Vanrell (1r mandat)                        | 1312                | Sanç I (1311-1324)    |
| Pere Carbó (2n mandat)                              | 1314-1320           | Sanç I (1311-1324)    |
| Miquel Canyelles                                    | 1325                | Jaume III (1324-1343) |
| Pere Carbó (3r mandat)                              | 1327-1331           | Jaume III (1324-1343) |
| Pere Valls (dos mandats)                            | 1331 1333           | Jaume III (1324-1343) |
| Pere Carbó (4t mandat)                              | 1334                | Jaume III (1324-1343) |
| Jaume Vanrell (dos mandats)                         | 1335-1338 1339-1341 | Jaume III (1324-1343) |
| Bartomeu Vanrell (2n mandat)                        | 1342                | Jaume III (1324-1343) |
| Pere Vives (1r mandat)                              | 1343                | Jaume III (1324-1343) |
| Pere Ferrer                                         | 1344                | Pere I (1343-1387)    |
| Pere Sastre                                         | 1346                | Pere I (1343-1387)    |
| Berenguer Vanrell (1r mandat)                       | 1347                | Pere I (1343-1387)    |
| Pere Vives (2n mandat)                              | 1348                | Pere I (1343-1387)    |
| Antoni Valls                                        | 1349                | Pere I (1343-1387)    |
| Pere Nicolau (1r mandat)                            | 1350                | Pere I (1343-1387)    |
| Berenguer Vanrell (2n mandat)                       | 1352                | Pere I (1343-1387)    |
| Pere Nicolau (2n mandat)                            | 1353                | Pere I (1343-1387)    |
| Pere Burguera                                       | 1354                | Pere I (1343-1387)    |
| Ramon Mas                                           | 1357                | Pere I (1343-1387)    |
| Guillem Fullana                                     | 1359                | Pere I (1343-1387)    |
| Arnau Canyelles (1r mandat)                         | 1360                | Pere I (1343-1387)    |
| Pere Nicolau                                        | 1361                | Pere I (1343-1387)    |
| Antoni Miró (1r mandat) Arnau Canyelles (2n mandat) | 1362                | Pere I (1343-1387)    |
| Bernat Martorell                                    | 1363                | Pere I (1343-1387)    |
| Bartomeu Vanrell (3r mandat)                        | 1365                | Pere I (1343-1387)    |
| Arnau Canyelles (3r mandat)                         | 1366                | Pere I (1343-1387)    |
| Bartomeu Vanrell (4t mandat)                        | 1367                | Pere I (1343-1387)    |
| Pere Vanrell Bartomeu Burguera                      | 1368                | Pere I (1343-1387)    |
| Guillem Tallades (1r mandat)                        | 1369                | Pere I (1343-1387)    |
| Simó Lledó                                          | 1370                | Pere I (1343-1387)    |
| Bartomeu Vanrell (5è mandat)                        | 1371                | Pere I (1343-1387)    |
| Antoni Valls Pere Ballester (1r mandat)             | 1372                | Pere I (1343-1387)    |
| Guillem Tallades (2n mandat)                        | 1373                | Pere I (1343-1387)    |
| Pere Ballester (2n mandat) Jaume Blanc (1r mandat)  | 1374                | Pere I (1343-1387)    |
| Berenguer Cortal                                    | 1375                | Pere I (1343-1387)    |
| Guillem Tallades (3r mandat)                        | 1376                | Pere I (1343-1387)    |
| Guillem Carbó                                       | 1377                | Pere I (1343-1387)    |
| Jaume Blanc (2n mandat)                             | 1378                | Pere I (1343-1387)    |
| Ramon Carbó (1r mandat)                             | 1379                | Pere I (1343-1387)    |
| Berenguer Vanrell (3r mandat)                       | 1381                | Pere I (1343-1387)    |
| Ramon Carbó (2n mandat)                             | 1382                | Pere I (1343-1387)    |
| Guillem Carbó (2n mandat)                           | 1383                | Pere I (1343-1387)    |
| Bernat Burguera                                     | 1384                | Pere I (1343-1387)    |
| Pere Valls (3r mandat)                              | 1386                | Pere I (1343-1387)    |
| Martí Vives                                         | 1387                | Pere I (1343-1387)    |
| Julià Burguera (1r mandat)                          | 1388                | Joan I (1387-1396)    |
| Antoni Miró (2n mandat)                             | 1390                | Joan I (1387-1396)    |
| Gabriel Buguera (1r mandat)                         | 1391                | Joan I (1387-1396)    |
| Julià Pujol                                         | 1392                | Joan I (1387-1396)    |
| Gabriel Burguera (2n mandat)                        | 1393                | Joan I (1387-1396)    |
| Berenguer Vanrell (4t mandat)                       | 1394                | Joan I (1387-1396)    |
| Francesc Valls (1r mandat)                          | 1395                | Joan I (1387-1396)    |
| Pere Vives (3r mandat, de Pentecosta a 09/97)       | 1396-1397           | Martí I (1396-1410)   |
| Berenguer Vanrell (5è mandat)                       | 1397                | Martí I (1396-1410)   |
| En Vives                                            | 1398                | Martí I (1396-1410)   |

## Segle XV
| Batle                                                       | Any de mandat | Rei                    |
| ----------------------------------------------------------- | ------------- | ---------------------- |
| Julià Burguera (2n mandat)                                  | 1401          | Martí I (1396-1410)    |
| Pere Valls (4t mandat)                                      | 1402          | Martí I (1396-1410)    |
| Francesc Valls (2n mandat)                                  | 1403          | Martí I (1396-1410)    |
| Joan del Grado                                              | 1405          | Martí I (1396-1410)    |
| Julià Burguera (3r mandat)                                  | 1407          | Martí I (1396-1410)    |
| Martí Vives                                                 | 1408          | Martí I (1396-1410)    |
| Berenguer Vanrell (6è mandat)                               | 1409          | Martí I (1396-1410)    |
| Bartomeu Vanrell (1r mandat)                                | 1411          | Interregne (1410-1412) |
| Antoni Miró (3r mandat)                                     | 1412          | Interregne (1410-1412) |
| Guillem Valentí                                             | 1413          | Ferran I (1412-1416)   |
| Julià Burguera (4t mandat)                                  | 1414          | Ferran I (1412-1416)   |
| Romeu Ballester                                             | 1417          | Alfons II (1416-1458)  |
| Julià Burguera (5è mandat)                                  | 1419          | Alfons II (1416-1458)  |
| Pere Fullana                                                | 1420          | Alfons II (1416-1458)  |
| Salvador Valls                                              | 1423          | Alfons II (1416-1458)  |
| Romeu Fullana                                               | 1425          | Alfons II (1416-1458)  |
| Julià Lladó (1r mandat)                                     | 1426          | Alfons II (1416-1458)  |
| Francesc Valls (3r mandat)                                  | 1427          | Alfons II (1416-1458)  |
| Jaume Tallades, menor                                       | 1428          | Alfons II (1416-1458)  |
| Antoni Mas (1r mandat)                                      | 1429          | Alfons II (1416-1458)  |
| Joan Vanrell                                                | 1433          | Alfons II (1416-1458)  |
| Antoni Juan                                                 | 1435          | Alfons II (1416-1458)  |
| Martí Burguera                                              | 1436          | Alfons II (1416-1458)  |
| Salvador Valls                                              | 1437          | Alfons II (1416-1458)  |
| Pere Valls, jove                                            | 1441          | Alfons II (1416-1458)  |
| Julià Lladó (2n mandat)                                     | 1443          | Alfons II (1416-1458)  |
| Mateu Alou                                                  | 1446          | Alfons II (1416-1458)  |
| Bartomeu Vanrell (2n mandat)                                | 1447          | Alfons II (1416-1458)  |
| Bartomeu Lladó (1r mandat)                                  | 1448          | Alfons II (1416-1458)  |
| Jaume Antic                                                 | 1449          | Alfons II (1416-1458)  |
| Jaume Vilardell                                             | 1452          | Alfons II (1416-1458)  |
| Ponç Valls (1r mandat)                                      | 1453          | Alfons II (1416-1458)  |
| Andreu Abram (1r mandat)                                    | 1454          | Alfons II (1416-1458)  |
| Antoni Axella                                               | 1455          | Alfons II (1416-1458)  |
| Ponç Valls (2n mandat)                                      | 1456          | Alfons II (1416-1458)  |
| Guillem Mesquida                                            | 1457          | Alfons II (1416-1458)  |
| Domingo Huguet                                              | 1458          | Alfons II (1416-1458)  |
| Andreu Abram (2n mandat)                                    | 1459          | Joan II (1458-1479)    |
| Antoni Badia                                                | 1460          | Joan II (1458-1479)    |
| Arnau Lladó                                                 | 1461          | Joan II (1458-1479)    |
| Andreu Abram (3r mandat)                                    | 1462          | Joan II (1458-1479)    |
| Bartomeu Lladó (2n mandat)                                  | 1463          | Joan II (1458-1479)    |
| Jaumet Mas                                                  | 1464          | Joan II (1458-1479)    |
| Ponç Valls (3r mandat, mor) Guillem Mesquida (des de 09/08) | 1465          | Joan II (1458-1479)    |
| Joan Ginard (1r mandat)                                     | 1466          | Joan II (1458-1479)    |
| Rafel Pont                                                  | 1467          | Joan II (1458-1479)    |
| Andreu Abram (4t mandat)                                    | 1468          | Joan II (1458-1479)    |
| Bartomeu Vanrell (3r mandat)                                | 1469          | Joan II (1458-1479)    |
| Bartomeu Abram (1r mandat)                                  | 1470          | Joan II (1458-1479)    |
| Miquel Fullana                                              | 1471          | Joan II (1458-1479)    |
| Joan Mas (1r mandat)                                        | 1472          | Joan II (1458-1479)    |
| Miquel Abram                                                | 1473          | Joan II (1458-1479)    |
| Bartomeu Lladó (3r mandat)                                  | 1474          | Joan II (1458-1479)    |
| Bartomeu Abram (2n mandat)                                  | 1475          | Joan II (1458-1479)    |
| Llorenç Sala                                                | 1476          | Joan II (1458-1479)    |
| Joan Mas (2n mandat)                                        | 1477          | Joan II (1458-1479)    |
| Julià Lladó (3r mandat)                                     | 1478          | Joan II (1458-1479)    |
| Julià Ballester                                             | 1479          | Joan II (1458-1479)    |
| Bartomeu Lladó (4t mandat)                                  | 1480          | Ferran II (1479-1516)  |
| Bartomeu Vanrell (4t mandat)                                | 1481          | Ferran II (1479-1516)  |
| Antoni Mas (2n mandat)                                      | 1482          | Ferran II (1479-1516)  |
| Pere Abram                                                  | 1483          | Ferran II (1479-1516)  |
| Miquel Lladó (1r mandat)                                    | 1484          | Ferran II (1479-1516)  |
| Simó Ballester (1r mandat)                                  | 1485          | Ferran II (1479-1516)  |
| Antoni Ballester (1r mandat)                                | 1486          | Ferran II (1479-1516)  |
| Joan Ginard (2n mandat)                                     | 1487          | Ferran II (1479-1516)  |
| Rafel Estalella                                             | 1488          | Ferran II (1479-1516)  |
| Bartomeu Mas                                                | 1489          | Ferran II (1479-1516)  |
| Bartomeu Lladó (5è mandat)                                  | 1490          | Ferran II (1479-1516)  |
| Mateu Amer (1r mandat)                                      | 1491          | Ferran II (1479-1516)  |
| Pere Mas (1r mandat)                                        | 1492          | Ferran II (1479-1516)  |
| Jaume Garcia (1r mandat)                                    | 1493          | Ferran II (1479-1516)  |
| Antoni Antic                                                | 1494          | Ferran II (1479-1516)  |
| Antoni Ballester (2n mandat)                                | 1495          | Ferran II (1479-1516)  |
| Miquel Lladó (2n mandat)                                    | 1496          | Ferran II (1479-1516)  |
| Jaume Garcia (2n mandat)                                    | 1497          | Ferran II (1479-1516)  |
| Joan Ginard (3r mandat)                                     | 1498          | Ferran II (1479-1516)  |
| Simó Ballester (2n mandat)                                  | 1499          | Ferran II (1479-1516)  |
| Miquel Amer (1r mandat)                                     | 1500          | Ferran II (1479-1516)  |

## Segle XVI
| Batle                                       | Any de mandat | Rei                   |
| ------------------------------------------- | ------------- | --------------------- |
| Llorenç Garcia (1r mandat)                  | 1501          | Ferran II (1479-1516) |
| Miquel Lladó (3r mandat)                    | 1502          | Ferran II (1479-1516) |
| Bartomeu Lladó (6è mandat)                  | 1503          | Ferran II (1479-1516) |
| Mateu Amer (2n mandat)                      | 1504          | Ferran II (1479-1516) |
| Jaume Garcia (3r mandat)                    | 1505          | Ferran II (1479-1516) |
| Miquel Amer (2n mandat)                     | 1506          | Ferran II (1479-1516) |
| Miquel Lladó (4t mandat)                    | 1507          | Ferran II (1479-1516) |
| Llorenç Garcia (2n mandat)                  | 1508          | Ferran II (1479-1516) |
| Pere Mas (2n mandat)                        | 1509          | Ferran II (1479-1516) |
| Miquel Ballester, del Palmer                | 1510          | Ferran II (1479-1516) |
| Miquel Lladó (5è mandat)                    | 1511          | Ferran II (1479-1516) |
| Llorenç Garcia (3r mandat)                  | 1512          | Ferran II (1479-1516) |
| Jaume Lladó                                 | 1513          | Ferran II (1479-1516) |
| Joan Vanrell                                | 1514          | Ferran II (1479-1516) |
| Gabriel Abram                               | 1515          | Ferran II (1479-1516) |
| Llorenç Garcia (4t mandat)                  | 1516          | Ferran II (1479-1516) |
| Antoni Garcia (1r mandat)                   | 1517          | Carles I (1516-1556)  |
| Bartomeu Amer (1r mandat)                   | 1518          | Carles I (1516-1556)  |
| Llorenç Lladó (1r mandat)                   | 1519          | Carles I (1516-1556)  |
| Pere Mas (3r mandat)                        | 1520          | Carles I (1516-1556)  |
| Joan Vanrell, Roig                          | 1521          | Carles I (1516-1556)  |
| Julià Lladó, de la Germania                 | 1522          | Carles I (1516-1556)  |
| Antoni Garcia (2n mandat)                   | 1523          | Carles I (1516-1556)  |
| Bartomeu Mas                                | 1524          | Carles I (1516-1556)  |
| Julià Garcia (1r mandat)                    | 1525          | Carles I (1516-1556)  |
| Jordi Garcia (1r mandat)                    | 1526          | Carles I (1516-1556)  |
| Miquel Amer (3r mandat)                     | 1527          | Carles I (1516-1556)  |
| Llorenç Lladó (2n mandat)                   | 1528          | Carles I (1516-1556)  |
| Julià Garcia (2n mandat)                    | 1529          | Carles I (1516-1556)  |
| Jordi Garcia (2n mandat)                    | 1530          | Carles I (1516-1556)  |
| Miquel Amer (4t mandat)                     | 1531          | Carles I (1516-1556)  |
| Bartomeu Amer (2n mandat)                   | 1532          | Carles I (1516-1556)  |
| Julià Garcia (3r mandat)                    | 1533          | Carles I (1516-1556)  |
| Jaume Lladó                                 | 1534          | Carles I (1516-1556)  |
| Llorenç Lladó (3r mandat)                   | 1535          | Carles I (1516-1556)  |
| Joanot Lladó                                | 1536          | Carles I (1516-1556)  |
| Miquel Amer (5è mandat)                     | 1537          | Carles I (1516-1556)  |
| Miquel Lladó (6è mandat)                    | 1538          | Carles I (1516-1556)  |
| Llorenç Lladó (4t mandat)                   | 1539          | Carles I (1516-1556)  |
| Guillem Mas, de la plaça (1r mandat)        | 1540          | Carles I (1516-1556)  |
| Antoni Amer (1r mandat)                     | 1541          | Carles I (1516-1556)  |
| Jordi Garcia (3r mandat)                    | 1542          | Carles I (1516-1556)  |
| Joan Fullana                                | 1543          | Carles I (1516-1556)  |
| Mateu Amer (3r mandat)                      | 1544          | Carles I (1516-1556)  |
| Julià Garcia (4t mandat)                    | 1545          | Carles I (1516-1556)  |
| Guillem Mas, (2n mandat)                    | 1546          | Carles I (1516-1556)  |
| Mateu Ginard (1r mandat)                    | 1547          | Carles I (1516-1556)  |
| Sebastià Amer                               | 1548          | Carles I (1516-1556)  |
| Mateu Amer (4t mandat)                      | 1549          | Carles I (1516-1556)  |
| Antoni Amer (2n mandat)                     | 1550          | Carles I (1516-1556)  |
| Miquel Lladó (7è mandat)                    | 1551          | Carles I (1516-1556)  |
| Damià Garcia                                | 1552          | Carles I (1516-1556)  |
| Pere Feliu                                  | 1553          | Carles I (1516-1556)  |
| Mateu Amer (5è mandat)                      | 1554          | Carles I (1516-1556)  |
| Miquel Fullana, hereu                       | 1555          | Carles I (1516-1556)  |
| Joan Amer, de Bartomeu                      | 1556          | Carles I (1516-1556)  |
| Joan Fullana                                | 1557          | Felip II (1557-1598)  |
| Antoni Amer (2n mandat)                     | 1558          | Felip II (1557-1598)  |
| Miquel Lladó (8è mandat)                    | 1559          | Felip II (1557-1598)  |
| Gregori Lladonet (1r mandat)                | 1560          | Felip II (1557-1598)  |
| Joan Amer, de Bartomeu                      | 1561          | Felip II (1557-1598)  |
| Bartomeu Amer (3r mandat)                   | 1562          | Felip II (1557-1598)  |
| Julià Lladó, Guerau                         | 1563          | Felip II (1557-1598)  |
| Antoni Garcia (3r mandat)                   | 1564          | Felip II (1557-1598)  |
| Mateu Ginard (2n mandat)                    | 1565          | Felip II (1557-1598)  |
| Antoni Garcia, Jordi (1r mandat)            | 1566          | Felip II (1557-1598)  |
| Mateu Amer (6è mandat)                      | 1567          | Felip II (1557-1598)  |
| Gregori Lladonet (2n mandat)                | 1568          | Felip II (1557-1598)  |
| Damià Fullana (1r mandat)                   | 1569          | Felip II (1557-1598)  |
| Antoni Garcia, d'Antoni                     | 1570          | Felip II (1557-1598)  |
| Bartomeu Lladó                              | 1571          | Felip II (1557-1598)  |
| Antoni Amer (3r mandat)                     | 1572          | Felip II (1557-1598)  |
| Llorenç Amer (1r mandat)                    | 1573          | Felip II (1557-1598)  |
| Damià Fullana (2n mandat)                   | 1574          | Felip II (1557-1598)  |
| Julià Lladonet (1r mandat)                  | 1575          | Felip II (1557-1598)  |
| Gabriel Garcia                              | 1576          | Felip II (1557-1598)  |
| Joan Amer, Ros                              | 1577          | Felip II (1557-1598)  |
| Antoni Garcia, Jordi (2n mandat)            | 1578          | Felip II (1557-1598)  |
| Joanot Vanrell (1r mandat)                  | 1579          | Felip II (1557-1598)  |
| Antoni Mas                                  | 1580          | Felip II (1557-1598)  |
| Julià Lladonet (2n mandat)                  | 1581          | Felip II (1557-1598)  |
| Gabriel Mesquida                            | 1582          | Felip II (1557-1598)  |
| Cosme Lladó (1r mandat)                     | 1583          | Felip II (1557-1598)  |
| Bartomeu Fullana                            | 1584          | Felip II (1557-1598)  |
| Joanot Vanrell (2n mandat)                  | 1585          | Felip II (1557-1598)  |
| Llorenç Amer (2n mandat)                    | 1586          | Felip II (1557-1598)  |
| Damià Fullana (3r mandat) Bartomeu Lladonet | 1587          | Felip II (1557-1598)  |
| Cosme Lladó (2n mandat)                     | 1588          | Felip II (1557-1598)  |
| Joan Ginard, de Mateu                       | 1589          | Felip II (1557-1598)  |
| Antoni Mesquida (1r mandat)                 | 1590          | Felip II (1557-1598)  |
| Llorenç Lladó, de Cosme                     | 1591          | Felip II (1557-1598)  |
| Bartomeu Obrador                            | 1592          | Felip II (1557-1598)  |
| Damià Fullana (4t mandat)                   | 1593          | Felip II (1557-1598)  |
| Antoni Mesquida (2n mandat)                 | 1594          | Felip II (1557-1598)  |
| Andreu Amer                                 | 1595          | Felip II (1557-1598)  |
| Bartomeu Obrador, de Mateu                  | 1596          | Felip II (1557-1598)  |
| Miquel Garcia, Jordi                        | 1597          | Felip II (1557-1598)  |
| Julià Ginard                                | 1598          | Felip II (1557-1598)  |
| Melcion Fullana                             | 1599          | Felip III (1598-1621) |

## Segles XX i XXI

### Restauració borbònica (1899–1931)
| Nom (malnom)                                | Mandat              | Mandat              | Mandat           | Partit                      | Partit                | Cap d'estat                                 | Notes |
| Nom (malnom)                                | Inici               | Fi                  | Durada           | Partit                      | Partit                | Cap d'estat                                 | Notes |
| ------------------------------------------- | ------------------- | ------------------- | ---------------- | --------------------------- | --------------------- | ------------------------------------------- | ----- |
| Cosme Maria Oliver Lladó Cosmet             | 1899                | 20 de setembre 1901 |                  |                             |                       | Regent Maria Cristina d'Àustria (1885–1902) |       |
| Damià Tallades Mas de can Tallades          | 20 de setembre 1901 | 27 de gener 1902    | 129 dies         |                             |                       | Regent Maria Cristina d'Àustria (1885–1902) |       |
| Joan Obrador Ryan                           | 27 de gener 1902    | 14 de novembre 1903 | 1 any, 291 dies  |                             |                       | Regent Maria Cristina d'Àustria (1885–1902) |       |
| Joan Obrador Ryan                           | 27 de gener 1902    | 14 de novembre 1903 | 1 any, 291 dies  | Rei Alfons XIII (1902–1931) |                       |                                             |       |
| Mateu Prohens Oliver                        | 14 de novembre 1903 | 1 de gener 1904     | 48 dies          |                             |                       |                                             |       |
| Joan Alou Ballester de ca n'Alou            | 1 de gener 1904     | 7 de març 1906      | 2 anys, 65 dies  |                             | Partit de can Silvela |                                             |       |
| Llorenç Mas Lladó                           | 7 de març 1906      | 15 de setembre 1909 | 3 anys, 192 dies |                             |                       |                                             |       |
| Joan Alou Ballester de ca n'Alou            | 15 de setembre 1909 | 7 de març 1912      | 2 anys, 108 dies |                             | Partit de can Silvela |                                             |       |
| Antelm Obrador Mascaró es senyor de can Tem | 1 de gener 1912     | 1 de gener 1914     | 2 anys           |                             | Partit de sa Torre    |                                             |       |
| Marià Alou Ballester de ca n'Alou           | 1 de gener 1914     | 1 de gener 1916     | 2 anys           |                             | Partit de can Silvela |                                             |       |
| Joan Ballester Oliver Sordo                 | 1 de gener 1916     | 1 de gener 1918     | 2 anys           |                             |                       | [ a ]                                       |       |
| Guillem Bennàsser Prohens Dometo            | 1 de gener 1918     | 1 d'abril 1920      | 2 anys, 91 dies  |                             | Partit des Centro     |                                             |       |
| Damià Mesquida Garcies                      | 1 d'abril 1920      | 1 d'abril 1922      | 2 anys           |                             |                       |                                             |       |
| Cosme Maria Oliver Lladó Cosmet             | 1 d'abril 1922      | 10 d'octubre 1923   | 1 any, 192 dies  |                             | Partit des Centro     |                                             |       |
| Bartomeu Garcies Garcies                    | 10 d'octubre 1923   | 2 d'abril 1924      | 175 dies         |                             |                       |                                             |       |
| Bartomeu Mas Garcies Barbut                 | 2 d'abril 1924      | 3 d'agost 1927      | 3 anys, 123 dies |                             | Unión Patriótica      |                                             |       |
| Damià Bennàsser Vanrell es metge Dometo     | 3 d'agost 1927      | 1 de desembre 1929  | 2 anys, 120 dies |                             | Unión Patriótica      |                                             |       |
| Mateu Mas Moll de can Ginard                | 1 de desembre 1929  | 26 de febrer 1930   | 87 dies          |                             | Unión Patriótica      |                                             |       |
| Miquel Pocoví Prohens es metge Pocoví       | 26 de febrer 1930   | 17 de març 1930     | 19 dies          |                             | Unión Patriótica      |                                             |       |
| Antoni Burguera Verdera de sa Barrala       | 17 de març 1930     | 14 d'abril 1931     | 1 any, 28 dies   |                             | Partit de can Silvela |                                             |       |

### Segona República, Guerra Civil i franquisme (1931–1975)
| Nom (malnom)                              | Mandat              | Mandat              | Mandat            | Partit                                     | Partit                      | Cap d'estat                             | Notes |
| Nom (malnom)                              | Inici               | Fi                  | Durada            | Partit                                     | Partit                      | Cap d'estat                             | Notes |
| ----------------------------------------- | ------------------- | ------------------- | ----------------- | ------------------------------------------ | --------------------------- | --------------------------------------- | ----- |
| Cosme Prohens Mas Xorc                    | 14 d'abril 1931     | 18 d'abril 1931     | 4 dies            |                                            | Partit des Centro           | President del Govern Provisional (1931) | [ b ] |
| Bartomeu Mas Ballester des Molí d'en Vent | 18 d'abril 1931     | 17 de juliol 1931   | 90 dies           |                                            | Partit des Centro           | President del Govern Provisional (1931) | [ c ] |
| Cosme Prohens Mas Xorc                    | 17 de juliol 1931   | 1933                | 4 anys, 233 dies  |                                            | Partit des Centro           | President del Govern Provisional (1931) | [ d ] |
| Cosme Prohens Mas Xorc                    | 17 de juliol 1931   | 1933                | 4 anys, 233 dies  | President Niceto Alcalá-Zamora (1931–1936) | Partit des Centro           |                                         | [ d ] |
| Cosme Prohens Mas Xorc                    | 1933                | 6 de març 1936      | 4 anys, 233 dies  |                                            | Partit des Centro           |                                         | [ d ] |
| Guillem Mas Bonet Vinyola                 | 6 de març 1936      | 19 de juliol 1936   | 135 dies          |                                            | Esquerra Republicana Balear | [ e ]                                   |       |
| Guillem Mas Bonet Vinyola                 | 6 de març 1936      | 19 de juliol 1936   | 135 dies          | President Manuel Azaña (1936–1939)         | Esquerra Republicana Balear | [ e ]                                   |       |
| Josep Francesc Barceló                    | 19 de juliol 1936   | 22 de juliol 1936   | 3 dies            |                                            | Militar                     | Guerra Civil (1936–1939)                | [ f ] |
| Jaume Moll Ginard Bracet                  | 22 de juliol 1936   | 31 d'octure 1936    | 101 dies          |                                            | Militar                     | Guerra Civil (1936–1939)                |       |
| Llorenç Pizà Servera Cós                  | 31 d'octubre 1936   | 24 de març 1937     | 144 dies          |                                            | Militar                     | Guerra Civil (1936–1939)                |       |
| Miquel Mir Llull Mir                      | 24 de març 1937     | 5 d'abril 1937      | 12 dies           |                                            | Falange                     | Guerra Civil (1936–1939)                |       |
| Damià Obrador Càffaro Coent               | 5 d'abril 1937      | 14 de setembre 1945 | 8 anys, 162 dies  |                                            | Falange                     | Guerra Civil (1936–1939)                |       |
| Damià Obrador Càffaro Coent               | 5 d'abril 1937      | 14 de setembre 1945 | 8 anys, 162 dies  | Caudillo Francisco Franco (1936–1975)      | Falange                     |                                         |       |
| Gabriel Sunyer Oliver Forques             | 14 de setembre 1945 | 8 de setembre 1946  | 359 dies          |                                            | Falange                     |                                         |       |
| Francesc Bennàsser Vanrell Dometo         | 8 de setembre 1946  | 26 de juliol 1947   | 321 dies          |                                            | Falange                     |                                         |       |
| Guillem Prohens Riera Pasos largos        | 26 de juliol 1947   | 27 de febrer 1953   | 5 anys, 216 dies  |                                            | Falange                     |                                         |       |
| Gabriel Sunyer Oliver Forques             | 27 de febrer 1953   | 13 de desembre 1961 | 8 anys, 289 dies  |                                            | Falange                     | [ g ]                                   |       |
| Antoni Nicolau Cerdó                      | 13 de desembre 1961 | 15 de juliol 1972   | 10 anys, 215 dies |                                            | Falange                     | [ h ]                                   |       |
| Nicolau Pizà Lladó                        | 15 de juliol 1972   | 19 d'abril 1979     | 6 anys, 278 dies  |                                            | Falange                     |                                         |       |

### Transició i democràcia (1975–actualitat)
| Núm. | Núm. | Batle                              | Partit polític                                 | Legislatura (eleccions) | Inici del mandat     | Fi del mandat       | Dies              |
| --- | ---- | ---------------------------------- | ---------------------------------------------- | ----------------------- | -------------------- | ------------------- | ----------------- |
| | 29   | Nicolau Pizá Lladó                 | Falange                                        | Transició               | 1972                 | 19 d'abril de 1979  |                   |
| Mort de Francisco Franco (20 de novembre de 1975) i inici de la transició espanyola. | 29   | Nicolau Pizá Lladó                 |                                                |                         |                      |                     |                   |
| | 30   | Guillem Mas Sastre Vinyola         | Unió de Centre Democràtic                      | I (1979)                | 19 d'abril de 1979   | 28 de maig de 1983  | 12 anys, 26 dies  |
| Unió Campanera | 30   | Guillem Mas Sastre Vinyola         | II (1983)                                      | 28 de maig de 1983      | 30 de juny de 1987   |                     | 12 anys, 26 dies  |
| Unió Campanera | 30   | Guillem Mas Sastre Vinyola         | III (1987)                                     | 30 de juny de 1987      | 15 de juny de 1991   |                     | 12 anys, 26 dies  |
| Va guanyar les primeres eleccions democràtiques després del franquisme. Majoria absoluta la primera legislatura amb UCD i la segona amb UCam, partit fundat per Mas després de la desaparició d'UCD. | 30   | Guillem Mas Sastre Vinyola         |                                                |                         |                      |                     |                   |
| | 31   | Sebastià Roig Montserrat           | Partit Popular                                 | IV (1991)               | 15 de juny de 1991   | 17 de juny de 1995  | 4 anys, 2 dies    |
| Majoria absoluta en coalició amb UCam. | 31   | Sebastià Roig Montserrat           |                                                |                         |                      |                     |                   |
| | 32   | Andreu Prohens Vicens              | Partit Popular                                 | V (1995)                | 17 de juny de 1995   | 3 de juliol de 1999 | 11 anys, 364 dies |
| VI (1999) | 32   | Andreu Prohens Vicens              | Partit Popular                                 | 3 de juliol de 1999     | 14 de juny de 2003   |                     | 11 anys, 364 dies |
| VII (2003) | 32   | Andreu Prohens Vicens              | Partit Popular                                 | 14 de juny de 2003      | 16 de juny de 2007   |                     | 11 anys, 364 dies |
| Majoria absoluta en coalició amb UCam les dues primeres legislatures i majoria absoluta en solitari la darrera legislatura. | 32   | Andreu Prohens Vicens              |                                                |                         |                      |                     |                   |
| | 33   | Guillem Ginard Sala Pellisseta     | Unió Mallorquina                               | VIII (2007)             | 16 de juny de 2007   | 5 de gener de 2010  | 2 anys, 234 dies  |
| Pacte d'UM (5 escons) amb CpC (3 escons). El pacte incloïa dos anys i mig de govern de Ginard i un any i mig de govern de Juan, de CpC. Però a causa de desavinences de Ginard amb els seus socis de pacte i de partit, l'octubre de 2009 els regidors de CpC van ser expulsats, quedant el govern en minoria. El desembre de 2009, CpC i PP van impulsar una moció de censura per expulsar Ginard de la batlia però sense voler donar el poder al PP. La moció no va prosperar i Ginard va quedar en funcions fins que el gener de 2010 va dimitir. | 33   | Guillem Ginard Sala Pellisseta     |                                                |                         |                      |                     |                   |
| | 34   | Francisca Maria Sureda Lladó Boa   | Unió Mallorquina                               | VIII (——)               | 5 de gener de 2010   | 18 de gener de 2010 | 13 dies           |
| En funcions. Govern en minoria (5 d'UM respecte 5 del PP i 3 de CpC) després de la renúnica de Ginard. Va dimitir després que es refés el pacte UM–CpC. | 34   | Francisca Maria Sureda Lladó Boa   |                                                |                         |                      |                     |                   |
| | 35   | Joan Juan Pons                     | Campos pel Canvi Partit Socialista de Mallorca | VIII (——)               | 18 de gener de 2010  | 11 de juny de 2011  | 1 any, 174 dies   |
| IX (2011) | 35   | Joan Juan Pons                     | Campos pel Canvi Partit Socialista de Mallorca | 11 de juny de 2011      | 11 de juliol de 2011 |                     | 1 any, 174 dies   |
| A la primera legislatura va pactar amb UM fins al 3 de setembre de 2010, quan els regidors regionalistes es van desvincular del partit i van passar al Grup Mixt, mantenint el pacte. El 23 de desembre de 2010, liderats per Ginard, van formar +Acció, que va ratificar el pacte fins a final de legislatura. Després de les eleccions de l'any 2011, Juan va ser elegit amb els vots de +Acció, quedant amb un govern en minoria (3) respecte l'oposició (6 del PP i 4 de +Acció).                                                                | 35   | Joan Juan Pons                     |                                                |                         |                      |                     |                   |
| | 36   | Sebastià Sagreras Ballester Peixet | Partit Popular                                 | IX (——)                 | 11 de juliol de 2011 | 13 de juny de 2015  | 7 anys, 339 dies  |
| X (2015) | 36   | Sebastià Sagreras Ballester Peixet | Partit Popular                                 | 13 de juny de 2015      | 15 de juny de 2019   |                     | 7 anys, 339 dies  |
| Pacte amb +Acció la primera legislatura després de fer una moció de censura a Juan. L'any 2015 va obtenir majoria absoluta. | 36   | Sebastià Sagreras Ballester Peixet |                                                |                         |                      |                     |                   |
| | 37   | Francisca Porquer Manresa          | Partit Popular                                 | XI (2019)               | 15 de juny de 2019   | en el càrrec        | 5 anys, 277 dies  |
| Majoria absoluta. | 37   | Francisca Porquer Manresa          |                                                |                         |                      |                     |                   |